# Ulex
Ulex L., 1753 è un genere di piante della famiglia delle Fabacee (o Leguminose).
Comprende diverse specie, tra cui Ulex europaeus, noto con il nome comune di ginestrone o di ginestra spinosa.

## Descrizione
Si tratta di arbusti caratterizzati, in genere, da un fusto principale assai breve, che si apre in numerosi rami eretti o ascendenti, spesso un po' rigidi; inoltre, caratteristica delle specie appartenenti al genere Ulex, è quella di avere tutti i piccioli delle foglie trasformati in fillodi spinosi, spesso assai acuminati; queste piante hanno infine fiori solitari o riuniti in fascetti, portati all'apice dei rami o all'ascella dei fillodi. La fioritura in genere è primaverile. Il frutto è un legume.

## Tassonomia
Il genere Ulex comprende le seguenti specie:
- Ulex argenteus Welw. ex Webb
- Ulex australis Clemente
- Ulex baeticus Boiss.
- Ulex borgiae Rivas Mart.
- Ulex × breoganii (Castrov. & Valdés Berm.) Castrov. & Valdés Berm.
- Ulex canescens Lange
- Ulex cantabricus Álv.Mart., Fern.Casado, Fern.Prieto, Nava & Vera
- Ulex × dalilae Capelo, J.C.Costa & Lousã
- Ulex densus Ulex densus Welw. ex Webb
- Ulex erinaceus Welw. ex Webb
- Ulex eriocladus C.Vicioso
- Ulex europaeus L. - ginestra spinosa o ginestrone
- Ulex gallii Planch. - ginestra occidentale
- Ulex jussiaei Webb
- Ulex × lagrezii Rouy
- Ulex micranthus Lange
- Ulex minor Roth - ginestra nana
- Ulex parviflorus Pourr.

## Distribuzione e habitat
È un genere tipico dell'Europa sud-occidentale atlantica e del Mediterraneo occidentale, il maggior numero di specie è infatti endemico della Penisola iberica; nel Mediterraneo centrale è presente solamente Ulex europaeus, il cui areale, esteso dal Portogallo centro-settentrionale alla Germania occidentale, ha come estremo sud-orientale i rilievi costieri della Basilicata, della Calabria e della Sicilia.

## Usi
L'utilizzo della fibra di ginestra affonda le sue radici nel ventennio fascista, che la impiegò in enormi quantità.
Di recente è stato proposto di utilizzare la ginestra  per ridurre i consumi del petrolio e dei suoi derivati.
La fibra naturale si può utilizzare anche in prodotti per il tessile, la bioedilizia, la cosmetica, la medicina, per il settore cartario, per la depurazione dai metalli pesanti e per altre applicazioni industriali.
In Italia si ritenta la costruzione della filiera della ginestra; soprattutto la Calabria è diventata protagonista di un progetto sperimentale.

Il MIUR (Ministero dell'Istruzione Università e Ricerca) finanzia il progetto, ma la ricerca vera e propria è affidata all'Università della Calabria, che di recente ha messo a punto un processo innovativo di estrazione rapida delle fibre e del profumo della ginestra.

Collabora anche la FIAT per possibili applicazioni in componenti d'auto.